# 平溪南無大悲救苦觀世音菩薩碣
平溪南無大悲救苦觀世音菩薩碣，是位於台灣新北市平溪區嶺腳里靈巖寺內的一個菩薩碣，過去為永昌煤礦經營者蔡全為求安撫礦工心靈，託雕刻師陳亦生開鑿雕刻，現為新北市市定古蹟。

## 沿革
蔡全於1926年（昭和元年）即向臺陽鑛業株式會社包採永昌煤礦。後在戰後時期於1945年（民國34年）9月依法獲得礦權，1948年（民國37年）1月開鑿本層斜坑。由於因當地石質堅硬需要以炸藥炸毀，因引爆炸藥技術早期不成熟，礦坑內部也時常發生落盤、災變等因素導致礦工罹難。
蔡全因安撫礦工心靈，因而籌資在永昌礦坑坑口前，委託當地之雕刻師陳亦生先生開鑿南無大悲救苦觀世音菩薩碣雕刻，在一年的工程後，該菩薩碣最終於1949年（民國38年）完工。
當代，遊客至嶺腳里的靈巖寺參拜時便會先來此朝聖，2013年，南無大悲救苦觀世音菩薩碣被新北市政府指定為市定古蹟。

## 設計
南無大悲救苦觀世音菩薩碣石碣距離地面約六公尺，高約250公分、寬約150公分，其雕有「花瓶」，以諧音意思為求坑內工作的全體礦工能夠「平安」之意，並以「永昌煤礦」為名作為圖案。

## 外部連結
- 平溪南無大悲救苦觀世音菩薩碣 - 文化部iCulture （页面存档备份，存于）